# Savart du camp militaire de Mailly-le-Camp
Savart du camp militaire de Mailly-le-Camp este o arie protejată (sit de importanță comunitară — SCI) din Franța întinsă pe o suprafață de 536 ha, integral pe uscat.

## Localizare
Centrul sitului Savart du camp militaire de Mailly-le-Camp este situat la coordonatele 48°35′11″N 4°19′11″E / 48.58639°N 4.31972°E.

## Înființare
Situl Savart du camp militaire de Mailly-le-Camp a fost declarat arie specială de conservare în baza directivei 92/43 din 1992 referitoare la conservarea habitatelor naturale și a faunei și florei sălbatice pentru a proteja 1 specie de plante și 3 specii de animale.

## Biodiversitate
Situată în ecoregiunea continentală, aria protejată conține 5 habitate naturale: Formațiuni de Juniperus communis pe lande sau pajiști calcaroase, Fânețe de joasă altitudine (Alopecurus pratensis, Sanguisorba officinalis), Grohotișuri medio-europene calcaroase, de la nivel colinar și montan, Ape stătătoare oligotrofe până la mezotrofe, cu vegetație de Littorelletea uniflorae și/sau de Isoëto-Nanojuncetea, Pajiști uscate seminaturale și facies de acoperire cu tufișuri pe substraturi calcaroase (Festuco-Brometalia) (* situri importante pentru orhidee).
La baza desemnării sitului se află mai multe specii protejate:
- plante (1): Sisymbrium supinum
- mamifere (3): liliac cârn (Barbastella barbastellus), liliac comun (Myotis myotis), liliacul mare cu potcoavă (Rhinolophus ferrumequinum)

Pe lângă speciile protejate, pe teritoriul sitului au mai fost identificate 3 specii de plante, 5 specii de păsări, 1 specie de mamifere, 7 specii de nevertebrate, 1 specie de reptile.